# Verein für Bewegungsspiele Stuttgart 1893 1977-1978
Questa voce raccoglie le informazioni riguardanti il Verein für Bewegungsspiele Stuttgart 1893 nelle competizioni ufficiali della stagione 1977-1978.

## Stagione
Nella stagione 1977-1978 il Stoccarda, allenato da Jürgen Sundermann, concluse il campionato di Bundesliga al 4º posto. In Coppa di Germania il Stoccarda fu eliminato al secondo turno dal Duisburg.

## Rosa
| N. |                     | Ruolo | Calciatore          |
| -- | ------------------- | ----- | ------------------- |
|    | Germania (bandiera) | P     | Klaus Funk          |
|    | Germania (bandiera) | P     | Helmut Roleder      |
|    | Germania (bandiera) | D     | Karlheinz Förster   |
|    | Serbia (bandiera)   | D     | Dragan Holcer       |
|    | Germania (bandiera) | D     | Bernd Martin        |
|    | Germania (bandiera) | D     | Arno Schäfer        |
|    | Germania (bandiera) | C     | Helmut Dietterle    |
|    | Germania (bandiera) | C     | Markus Elmer        |
|    | Germania (bandiera) | C     | Erwin Hadewicz      |
|    | Austria (bandiera)  | C     | Roland Hattenberger |

| N. |                     | Ruolo | Calciatore        |
| -- | ------------------- | ----- | ----------------- |
|    | Germania (bandiera) | C     | Hansi Müller      |
|    | Germania (bandiera) | C     | Hermann Ohlicher  |
|    | Germania (bandiera) | C     | Bernd Schmider    |
|    | Germania (bandiera) | A     | Harald Beck       |
|    | Germania (bandiera) | A     | Bernd Frick       |
|    | Germania (bandiera) | A     | Ottmar Hitzfeld   |
|    | Germania (bandiera) | A     | Dieter Hoeneß     |
|    | Germania (bandiera) | A     | Klaus-Dieter Jank |
|    | Germania (bandiera) | A     | Walter Kelsch     |

## Organigramma societario
Area tecnica
- Allenatore: Jürgen Sundermann
- Allenatore in seconda:
- Preparatore dei portieri:
- Preparatori atletici:

## Calciomercato

### Sessione estiva
| Acquisti | Acquisti            | Acquisti          | Acquisti |
| R.       | Nome                | da                | Modalità |
| -------- | ------------------- | ----------------- | -------- |
| C        | Roland Hattenberger | Fortuna Colonia   |          |
| A        | Walter Kelsch       | Kickers Stoccarda |          |

| Cessioni | Cessioni     | Cessioni     | Cessioni |
| R.       | Nome         | a            | Modalità |
| -------- | ------------ | ------------ | -------- |
| D        | Werner Gass  | Stoccarda II |          |
| C        | Gerhard Wörn | Stoccarda II |          |

### Sessione invernale
| Acquisti | Acquisti | Acquisti | Acquisti |
| R.       | Nome     | da       | Modalità |
| -------- | -------- | -------- | -------- |

| Cessioni | Cessioni | Cessioni | Cessioni |
| R.       | Nome     | a        | Modalità |
| -------- | -------- | -------- | -------- |

## Risultati

### Bundesliga

#### Girone di andata
| Arbitro: | Dreher |

|                                         |           |                            |
| Müller 17’ (rig.), 53’ (rig.) Elmer 33’ | Marcatori | 36’ Janzon 43’, 89’ Müller |

| Arbitro: | Gabor |

|                                  |           |            |
| Dremmler 19’ Erler 76’ Frank 78’ | Marcatori | 61’ Müller |

| Arbitro: | Redelfs |

|            |           |  |
| Müller 17’ | Marcatori |  |

| Arbitro: | Roth |

|                                      |           |                     |
| Kremers 52’ Bittcher 61’ Fischer 84’ | Marcatori | 89’ (rig.) Ohlicher |

| Arbitro: | Ahlenfelder |

|            |           |                              |
| Hoeneß 77’ | Marcatori | 6’ Kaltz 88’ (aut.) Hitzfeld |

| Arbitro: | Linn |

|                                              |           |          |
| Segler 35’ Kostedde 40’ Burgsmüller 72’, 78’ | Marcatori | 88’ Jank |

| Arbitro: | Biwersi |

|                               |           |  |
| Hattenberger 59’ Hadewicz 75’ | Marcatori |  |

| Arbitro: | Waltert |

|             |           |            |
| Förster 44’ | Marcatori | 78’ Hoeneß |

| Arbitro: | Glasneck |

|            |           |  |
| Martin 63’ | Marcatori |  |

| Arbitro: | Wichmann |

|             |           |                 |
| Hartwig 60’ | Marcatori | 45’, 68’ Hoeneß |

| Arbitro: | Kindervater |

|                   |           |               |
| Ohlicher 48’, 63’ | Marcatori | 27’ Neuberger |

| Arbitro: | Risse |

|  |           |                                                       |
|  | Marcatori | 26’ Kelsch 28’ Hadewicz 39’ (aut.) Stickel 62’ Hoeneß |

| Arbitro: | Hontheim |

|           |           |  |
| Lameck 9’ | Marcatori |  |

| Arbitro: | Hennig |

|            |           |  |
| Kelsch 70’ | Marcatori |  |

| Arbitro: | Jensen |

|                 |           |  |
| Brei 71’ (rig.) | Marcatori |  |

| Arbitro: | Horstmann |

|                                  |           |  |
| Kelsch 27’ Müller 28’ Hoeneß 32’ | Marcatori |  |

| Arbitro: | Engel |

|  |           |              |
|  | Marcatori | 12’ Hadewicz |

#### Girone di ritorno
| Arbitro: | Linn |

|                            |           |  |
| Augenthaler 77’ Müller 83’ | Marcatori |  |

| Arbitro: | Wichmann |

|                                                      |           |  |
| Hoeneß 10’ Ohlicher 11’, 36’ Hitzfeld 57’ Müller 78’ | Marcatori |  |

| Arbitro: | Ohmsen |

|          |           |             |
| Zech 24’ | Marcatori | 81’ Förster |

| Arbitro: | Biwersi |

|                                                                  |           |             |
| Jank 50’, 58’ Hitzfeld 55’, 67’ Schipper 65’ (aut.) Ohlicher 89’ | Marcatori | 40’ Fischer |

| Arbitro: | Hennig |

|                         |           |  |
| Memering 36’ Zaczyk 79’ | Marcatori |  |

| Arbitro: | Horstmann |

|                                                    |           |            |
| Hitzfeld 19’ Dietterle 39’ Ohlicher 60’ Müller 82’ | Marcatori | 76’ Votava |

| Arbitro: | Jensen |

|                                        |           |           |
| Kulik 17’ Lienen 50’ Bonhof 90’ (rig.) | Marcatori | 42’ Elmer |

| Arbitro: | Waltert |

|           |           |  |
| Elmer 32’ | Marcatori |  |

| Arbitro: | Roth |

|                      |           |            |
| Seliger 24’ Worm 64’ | Marcatori | 26’ Müller |

| Arbitro: | Eschweiler |

|                                     |           |             |
| Ohlicher 53’, 71’ (rig.) Hoeneß 63’ | Marcatori | 39’ Metzger |

| Arbitro: | Klauser |

|                          |           |  |
| Wenzel 84’ Grabowski 89’ | Marcatori |  |

| Arbitro: | Hennig |

|                              |           |  |
| Ohlicher 68’ Müller 82’, 90’ | Marcatori |  |

| Arbitro: | Biwersi |

|                                   |           |                 |
| Hoeneß 28’ Müller 39’, 47’ (rig.) | Marcatori | 15’ (rig.) Abel |

| Arbitro: | Wichmann |

|            |           |            |
| Gerber 81’ | Marcatori | 83’ Müller |

| Arbitro: | Ohmsen |

|              |           |                |
| Ohlicher 67’ | Marcatori | 87’ Zimmermann |

| Arbitro: | Niemann |

|                       |           |              |
| Flohe 18’ Okudera 80’ | Marcatori | 76’ Hitzfeld |

| Arbitro: | Kindervater |

|                         |           |  |
| Müller 21’ Schmider 90’ | Marcatori |  |

### Coppa di Germania
| Arbitro: | Nickel |

|                                                                                               |           |  |
| Hoeneß 25’, 30’, 55’ Hitzfeld 44’ Kelsch 57’ Martin 58’ Holcer 68’ (rig.) Müller 70’ Beck 88’ | Marcatori |  |

| Arbitro: | Hontheim |

|                             |           |  |
| Dietz 42’ Worm 63’ Jara 88’ | Marcatori |  |

## Statistiche

### Statistiche di squadra
| Competizione      | Punti | In casa | In casa | In casa | In casa | In casa | In casa | In trasferta | In trasferta | In trasferta | In trasferta | In trasferta | In trasferta | Totale | Totale | Totale | Totale | Totale | Totale | DR  |
| Competizione      | Punti | G       | V       | N       | P       | Gf      | Gs      | G            | V            | N            | P            | Gf           | Gs           | G      | V      | N      | P      | Gf     | Gs     | DR  |
| ----------------- | ----- | ------- | ------- | ------- | ------- | ------- | ------- | ------------ | ------------ | ------------ | ------------ | ------------ | ------------ | ------ | ------ | ------ | ------ | ------ | ------ | --- |
| Bundesliga        | 39    | 17      | 14      | 2       | 1       | 42      | 11      | 17           | 3            | 3            | 11           | 16           | 29           | 34     | 17     | 5      | 12     | 58     | 40     | +18 |
| Coppa di Germania | -     | 1       | 1       | 0       | 0       | 10      | 0       | 1            | 0            | 0            | 1            | 0            | 3            | 2      | 1      | 0      | 1      | 10     | 3      | +7  |
| Totale            | 39    | 18      | 15      | 2       | 1       | 52      | 11      | 18           | 3            | 3            | 12           | 16           | 32           | 36     | 18     | 5      | 13     | 68     | 43     | +25 |

### Andamento in campionato
| Giornata  | 1 | 2  | 3  | 4  | 5  | 6  | 7  | 8  | 9  | 10 | 11 | 12 | 13 | 14 | 15 | 16 | 17 | 18 | 19 | 20 | 21 | 22 | 23 | 24 | 25 | 26 | 27 | 28 | 29 | 30 | 31 | 32 | 33 | 34 |
| --------- | - | -- | -- | -- | -- | -- | -- | -- | -- | -- | -- | -- | -- | -- | -- | -- | -- | -- | -- | -- | -- | -- | -- | -- | -- | -- | -- | -- | -- | -- | -- | -- | -- | -- |
| Luogo     | C | T  | C  | T  | C  | T  | C  | T  | C  | T  | C  | T  | T  | C  | T  | C  | T  | T  | C  | T  | C  | T  | C  | T  | C  | T  | C  | T  | C  | C  | T  | C  | T  | C  |
| Risultato | N | P  | V  | P  | P  | P  | V  | N  | V  | V  | V  | V  | P  | V  | P  | V  | V  | P  | V  | N  | V  | P  | V  | P  | V  | P  | V  | P  | V  | V  | N  | N  | P  | V  |
| Posizione | 7 | 16 | 12 | 15 | 16 | 17 | 16 | 15 | 13 | 12 | 10 | 7  | 7  | 6  | 7  | 5  | 4  | 4  | 4  | 4  | 2  | 4  | 4  | 5  | 5  | 5  | 4  | 6  | 5  | 4  | 4  | 4  | 5  | 4  |

Legenda:

Luogo: C = Casa; T = Trasferta. Risultato: V = Vittoria; N = Pareggio; P = Sconfitta.

### Statistiche dei giocatori
| Giocatore       | Bundesliga | Bundesliga | Bundesliga  | Bundesliga | Coppa di Germania | Coppa di Germania | Coppa di Germania | Coppa di Germania | Totale   | Totale | Totale      | Totale     |
| Giocatore       | Presenze   | Reti       | Ammonizioni | Espulsioni | Presenze          | Reti              | Ammonizioni       | Espulsioni        | Presenze | Reti   | Ammonizioni | Espulsioni |
| --------------- | ---------- | ---------- | ----------- | ---------- | ----------------- | ----------------- | ----------------- | ----------------- | -------- | ------ | ----------- | ---------- |
| H. Beck         | 9          | 0          | 1           | 0          | 2                 | 1                 | 0                 | 0                 | 11       | 1      | 1           | 0          |
| H. Dietterle    | 19         | 1          | 1           | 0          | 1                 | 0                 | 0                 | 0                 | 20       | 1      | 1           | 0          |
| M. Elmer        | 28         | 3          | 2           | 0          | 0                 | 0                 | 0                 | 0                 | 28       | 3      | 2           | 0          |
| B. Frick        | 0          | 0          | 0           | 0          | 0                 | 0                 | 0                 | 0                 | 0        | 0      | 0           | 0          |
| K. Funk         | 0          | 0          | 0           | 0          | 0                 | 0                 | 0                 | 0                 | 0        | 0      | 0           | 0          |
| K. Förster      | 34         | 1          | 6           | 0          | 2                 | 0                 | 0                 | 0                 | 36       | 1      | 6           | 0          |
| E. Hadewicz     | 33         | 3          | 2           | 0          | 2                 | 0                 | 0                 | 0                 | 35       | 3      | 2           | 0          |
| R. Hattenberger | 18         | 1          | 3           | 0          | 2                 | 0                 | 0                 | 0                 | 20       | 1      | 3           | 0          |
| O. Hitzfeld     | 22         | 5          | 2           | 0          | 1                 | 1                 | 0                 | 0                 | 23       | 6      | 2           | 0          |
| D. Hoeneß       | 32         | 9          | 0           | 0          | 1                 | 3                 | 0                 | 0                 | 33       | 12     | 0           | 0          |
| D. Holcer       | 34         | 0          | 6           | 0          | 2                 | 1                 | 0                 | 0                 | 36       | 1      | 6           | 0          |
| K. Jank         | 11         | 3          | 1           | 0          | 1                 | 0                 | 1                 | 0                 | 12       | 3      | 2           | 0          |
| W. Kelsch       | 26         | 3          | 1           | 0          | 2                 | 1                 | 0                 | 0                 | 28       | 4      | 1           | 0          |
| B. Martin       | 32         | 1          | 4           | 0          | 1                 | 1                 | 0                 | 0                 | 33       | 2      | 4           | 0          |
| H. Müller       | 33         | 14         | 4           | 0          | 2                 | 1                 | 0                 | 0                 | 35       | 15     | 4           | 0          |
| H. Ohlicher     | 34         | 11         | 1           | 0          | 2                 | 0                 | 0                 | 0                 | 36       | 11     | 1           | 0          |
| H. Roleder      | 34         | 0          | 0           | 0          | 2                 | 0                 | 0                 | 0                 | 36       | 0      | 0           | 0          |
| B. Schmider     | 12         | 1          | 0           | 0          | 1                 | 0                 | 0                 | 0                 | 13       | 1      | 0           | 0          |
| A. Schäfer      | 3          | 0          | 0           | 0          | 2                 | 0                 | 0                 | 0                 | 5        | 0      | 0           | 0          |